# Lista över olympiska medaljörer i boxning

Boxning

Detta är en komplett lista över samtliga medaljörer i boxning vid olympiska sommarspelen från 1904 till 2024.

## Nuvarande program

### Herrar

#### Flugvikt
- 1904: Högst 105 lb (47,6 kg)
- 1920–1936: Högst 112 lb (50,8 kg)
- 1948–1964: Högst 51 kg
- 1968–2008: 48–51 kg
- 2012–2020: 49–52 kg
- 2024–: –51 kg

| Spel                            | Guld                                   | Silver                                 | Brons                                                   |
| St Louis 1904 Detaljer...       | George Finnegan · USA                  | Miles Burke · USA                      | Ingen                                                   |
| 1906-1912                       | ingick inte i det olympiska programmet | ingick inte i det olympiska programmet | ingick inte i det olympiska programmet                  |
| Antwerpen 1920 Detaljer...      | Frankie Genaro · USA                   | Anders Petersen · Danmark              | William Cuthbertson · Storbritannien                    |
| Paris 1924 Detaljer...          | Fidel La Barba · USA                   | James McKenzie · Storbritannien        | Raymond Fee · USA                                       |
| Amsterdam 1928 Detaljer...      | Antal Kocsis · Ungern                  | Armand Apell · Frankrike               | Carlo Cavagnoli · Italien                               |
| Los Angeles 1932 Detaljer...    | István Énekes · Ungern                 | Francisco Cabañas · Mexiko             | Louis Salica · USA                                      |
| Berlin 1936 Detaljer...         | Willy Kaiser · Tyskland                | Gavino Matta · Italien                 | Louis Laurie · USA                                      |
| London 1948 Detaljer...         | Pascual Pérez · Argentina              | Spartaco Bandinelli · Italien          | Han Soo-Ann · Sydkorea                                  |
| Helsingfors 1952 Detaljer...    | Nate Brooks · USA                      | Edgar Basel · Tyskland                 | Anatolij Bulakov · Sovjetunionen                        |
| Helsingfors 1952 Detaljer...    | Nate Brooks · USA                      | Edgar Basel · Tyskland                 | Willie Toweel · Sydafrika                               |
| Melbourne 1956 Detaljer...      | Terence Spinks · Storbritannien        | Mircea Dobrescu · Rumänien             | John Caldwell · Irland                                  |
| Melbourne 1956 Detaljer...      | Terence Spinks · Storbritannien        | Mircea Dobrescu · Rumänien             | René Libeer · Frankrike                                 |
| Rom 1960 Detaljer...            | Gyula Török · Ungern                   | Sergei Sivko · Sovjetunionen           | Abdel Moneim El-Guindi · Förenade arabrepubliken        |
| Rom 1960 Detaljer...            | Gyula Török · Ungern                   | Sergei Sivko · Sovjetunionen           | Kiyoshi Tanabe · Japan                                  |
| Tokyo 1964 Detaljer...          | Fernando Atzori · Italien              | Artur Olech · Polen                    | Robert Carmody · USA                                    |
| Tokyo 1964 Detaljer...          | Fernando Atzori · Italien              | Artur Olech · Polen                    | Stanislav Sorokin · Sovjetunionen                       |
| Mexico City 1968 Detaljer...    | Ricardo Delgado · Mexiko               | Artur Olech · Polen                    | Servílio de Oliveira · Brasilien                        |
| Mexico City 1968 Detaljer...    | Ricardo Delgado · Mexiko               | Artur Olech · Polen                    | Leo Rwabwogo · Uganda                                   |
| München 1972 Detaljer...        | Georgi Kostadinov · Bulgarien          | Leo Rwabwogo · Uganda                  | Leszek Błażyński · Polen                                |
| München 1972 Detaljer...        | Georgi Kostadinov · Bulgarien          | Leo Rwabwogo · Uganda                  | Douglas Rodríguez · Kuba                                |
| Montréal 1976 Detaljer...       | Leo Randolph · USA                     | Ramón Duvalón · Kuba                   | David Torosian · Sovjetunionen Leszek Błażyński · Polen |
| Moskva 1980 Detaljer...         | Petar Lesov · Bulgarien                | Viktor Mirosjnitjenko · Sovjetunionen  | Hugh Russell Irland                                     |
| Moskva 1980 Detaljer...         | Petar Lesov · Bulgarien                | Viktor Mirosjnitjenko · Sovjetunionen  | János Váradi · Ungern                                   |
| Los Angeles 1984 Detaljer...    | Steve McCrory · USA                    | Redzep Redzepovski · Jugoslavien       | Ibrahim Bilali · Kenya                                  |
| Los Angeles 1984 Detaljer...    | Steve McCrory · USA                    | Redzep Redzepovski · Jugoslavien       | Eyüp Can · Turkiet                                      |
| Seoul 1988 Detaljer...          | Kim Kwang-Sun · Sydkorea               | Andreas Tews · Östtyskland             | Mario González · Mexiko                                 |
| Seoul 1988 Detaljer...          | Kim Kwang-Sun · Sydkorea               | Andreas Tews · Östtyskland             | Timofej Skrjabin · Sovjetunionen                        |
| Barcelona 1992 Detaljer...      | Choi Chol-Su · Nordkorea               | Raúl González · Kuba                   | Tim Austin · USA                                        |
| Barcelona 1992 Detaljer...      | Choi Chol-Su · Nordkorea               | Raúl González · Kuba                   | István Kovács · Ungern                                  |
| Atlanta 1996 Detaljer...        | Maikro Romero · Kuba                   | Bolat Dzjumadilov · Kazakstan          | Zoltan Lunka · Tyskland                                 |
| Atlanta 1996 Detaljer...        | Maikro Romero · Kuba                   | Bolat Dzjumadilov · Kazakstan          | Albert Pakejev · Ryssland                               |
| Sydney 2000 Detaljer...         | Wijan Ponlid · Thailand                | Bolat Dzjumadilov · Kazakstan          | Wladimir Sidorenko · Ukraina                            |
| Sydney 2000 Detaljer...         | Wijan Ponlid · Thailand                | Bolat Dzjumadilov · Kazakstan          | Jérôme Thomas · Frankrike                               |
| Aten 2004 Detaljer...           | Yuriorkis Gamboa · Kuba                | Jérôme Thomas · Frankrike              | Fuad Aslanov · Azerbajdzjan                             |
| Aten 2004 Detaljer...           | Yuriorkis Gamboa · Kuba                | Jérôme Thomas · Frankrike              | Rustamhodza Rahimov · Tyskland                          |
| Peking 2008 Detaljer...         | Somjit Jongjohor · Thailand            | Andry Laffita · Kuba                   | Georgij Balaksjin · Ryssland                            |
| Peking 2008 Detaljer...         | Somjit Jongjohor · Thailand            | Andry Laffita · Kuba                   | Vincenzo Picardi · Italien                              |
| London 2012 Detaljer...         | Robeisy Ramírez (CUB)                  | Njambajaryn Tögstsogt (MGL)            | Misja Alojan (RUS)                                      |
| London 2012 Detaljer...         | Robeisy Ramírez (CUB)                  | Njambajaryn Tögstsogt (MGL)            | Michael Conlan (IRL)                                    |
| Rio de Janeiro 2016 Detaljer... | Shahobiddin Zoirov (UZB)               | Misja Alojan (RUS)                     | Yoel Segundo Finol (VEN)                                |
| Rio de Janeiro 2016 Detaljer... | Shahobiddin Zoirov (UZB)               | Misja Alojan (RUS)                     | Hu Jianguan (CHN)                                       |
| Tokyo 2020 Detaljer...          | Galal Yafai Storbritannien             | Carlo Paalam Filippinerna              | Ryomei Tanaka Japan                                     |
| Tokyo 2020 Detaljer...          | Galal Yafai Storbritannien             | Carlo Paalam Filippinerna              | Saken Bibossinov Kazakstan                              |
| Paris 2024 Detaljer...          | Hasanboy Dusmatov Uzbekistan           | Billal Bennama Frankrike               | Junior Alcántara Dominikanska republiken                |
| Paris 2024 Detaljer...          | Hasanboy Dusmatov Uzbekistan           | Billal Bennama Frankrike               | Daniel Varela de Pina Kap Verde                         |

#### Fjädervikt
- 1904: 115–125 skålpund (52,2-56,7 kg)
- 1908: 116–126 skålpund (52,6-57,2 kg)
- 1920–1928: 118–126 skålpund (53,5-57,2 kg)
- 1932–1936: 119–126 skålpund (54,0-57,2 kg)
- 1948: 54–58 kg
- 1952–2008: 54–57 kg
- 2020–: 52–57 kg

| Spel                         | Guld                                   | Silver                                 | Brons                                           |
| St Louis 1904 Detaljer...    | Oliver Kirk · USA                      | Frank Haller · USA                     | Frederick Gilmore · USA                         |
| London 1908 Detaljer...      | Richard Gunn · Storbritannien          | Charles Morris · Storbritannien        | Hugh Roddin · Storbritannien                    |
| Stockholm 1912               | ingick inte i det olympiska programmet | ingick inte i det olympiska programmet | ingick inte i det olympiska programmet          |
| Antwerpen 1920 Detaljer...   | Paul Fritsch · Frankrike               | Jean Gachet · Frankrike                | Edoardo Garzena · Italien                       |
| Paris 1924 Detaljer...       | Jackie Fields · USA                    | Joseph Salas · USA                     | Pedro Quartucci · Argentina                     |
| Amsterdam 1928 Detaljer...   | Bep van Klaveren · Nederländerna       | Víctor Peralta · Argentina             | Harold Devine · USA                             |
| Los Angeles 1932 Detaljer... | Carmelo Robledo · Argentina            | Josef Schleinkofer · Tyskland          | Allan Carlsson · Sverige                        |
| Berlin 1936 Detaljer...      | Oscar Casanovas · Argentina            | Charles Catterall · Sydafrika          | Josef Miner · Tyskland                          |
| London 1948 Detaljer...      | Ernesto Formenti · Italien             | Dennis Shepherd · Sydafrika            | Aleksy Antkiewicz · Polen                       |
| Helsingfors 1952 Detaljer... | Ján Zachara · Tjeckoslovakien          | Sergio Caprari · Italien               | Leonard Leisching · Sydafrika                   |
| Helsingfors 1952 Detaljer... | Ján Zachara · Tjeckoslovakien          | Sergio Caprari · Italien               | Joseph Ventaja · Frankrike                      |
| Melbourne 1956 Detaljer...   | Vladimir Safronov · Sovjetunionen      | Thomas Nicholls · Storbritannien       | Pentti Hämäläinen · Finland                     |
| Melbourne 1956 Detaljer...   | Vladimir Safronov · Sovjetunionen      | Thomas Nicholls · Storbritannien       | Henryk Niedźwiedzki · Polen                     |
| Rom 1960 Detaljer...         | Francesco Musso · Italien              | Jerzy Adamski · Polen                  | Jorma Limmonen · Finland                        |
| Rom 1960 Detaljer...         | Francesco Musso · Italien              | Jerzy Adamski · Polen                  | William Meyers · Sydafrika                      |
| Tokyo 1964 Detaljer...       | Stanislav Stepashkin · Sovjetunionen   | Anthony Villanueva · Filippinerna      | Heinz Schulz · Tyskland                         |
| Tokyo 1964 Detaljer...       | Stanislav Stepashkin · Sovjetunionen   | Anthony Villanueva · Filippinerna      | Charles Brown · USA                             |
| Mexico City 1968 Detaljer... | Antonio Roldán · Mexiko                | Alberto Robinson · USA                 | Ivan Mihailov · Bulgarien                       |
| Mexico City 1968 Detaljer... | Antonio Roldán · Mexiko                | Alberto Robinson · USA                 | Philip Waruinge · Kenya                         |
| München 1972 Detaljer...     | Boris Kuznetsov · Sovjetunionen        | Philip Waruinge · Kenya                | András Botos · Ungern                           |
| München 1972 Detaljer...     | Boris Kuznetsov · Sovjetunionen        | Philip Waruinge · Kenya                | Clemente Rojas · Colombia                       |
| Montréal 1976 Detaljer...    | Ángel Herrera · Kuba                   | Richard Nowakowski · Östtyskland       | Leszek Kosedowski · Polen Juan Paredes · Mexiko |
| Moskva 1980 Detaljer...      | Rudi Fink · Östtyskland                | Adolfo Horta · Kuba                    | Krzysztof Kosedowski · Polen                    |
| Moskva 1980 Detaljer...      | Rudi Fink · Östtyskland                | Adolfo Horta · Kuba                    | Viktor Rybakov · Sovjetunionen                  |
| Los Angeles 1984 Detaljer... | Meldrick Taylor · USA                  | Peter Konyegwachie · Nigeria           | Türgüt Aykaç · Turkiet                          |
| Los Angeles 1984 Detaljer... | Meldrick Taylor · USA                  | Peter Konyegwachie · Nigeria           | Omar Catarí · Venezuela                         |
| Seoul 1988 Detaljer...       | Giovanni Parisi · Italien              | Daniel Dumitrescu · Rumänien           | Abdelhak Achik · Marocko                        |
| Seoul 1988 Detaljer...       | Giovanni Parisi · Italien              | Daniel Dumitrescu · Rumänien           | Lee Jae-Hyuk · Sydkorea                         |
| Barcelona 1992 Detaljer...   | Andreas Tews · Tyskland                | Faustino Reyes · Spanien               | Ramaz Paliani · OSS                             |
| Barcelona 1992 Detaljer...   | Andreas Tews · Tyskland                | Faustino Reyes · Spanien               | Hocine Soltani · Algeriet                       |
| Atlanta 1996 Detaljer...     | Kamsing Somluck · Thailand             | Serafim Todorov · Bulgarien            | Pablo Chacón · Argentina                        |
| Atlanta 1996 Detaljer...     | Kamsing Somluck · Thailand             | Serafim Todorov · Bulgarien            | Floyd Mayweather Jr. · USA                      |
| Sydney 2000 Detaljer...      | Bekzat Sattarkhanov · Kazakstan        | Ricardo Juarez · USA                   | Kamil Dzjamalutdinov · Ryssland                 |
| Sydney 2000 Detaljer...      | Bekzat Sattarkhanov · Kazakstan        | Ricardo Juarez · USA                   | Tahar Tamsamani · Marocko                       |
| Aten 2004 Detaljer...        | Aleksej Tisjtjenko · Ryssland          | Kim Song-Guk · Nordkorea               | Vitali Tajbert · Tyskland                       |
| Aten 2004 Detaljer...        | Aleksej Tisjtjenko · Ryssland          | Kim Song-Guk · Nordkorea               | Jo Seok-Hwan · Sydkorea                         |
| Peking 2008 Detaljer...      | Vasyl Lomatjenko · Ukraina             | Khedafi Djelkhir · Frankrike           | Yakup Kılıç · Turkiet                           |
| Peking 2008 Detaljer...      | Vasyl Lomatjenko · Ukraina             | Khedafi Djelkhir · Frankrike           | Şahin İmranov · Azerbajdzjan                    |
| 2012–2016                    | inte med i det olympiska programmet    | inte med i det olympiska programmet    | inte med i det olympiska programmet             |
| Tokyo 2020 Detaljer...       | Albert Batyrgazijev ROC                | Duke Ragan USA                         | Samuel Takyi Ghana                              |
| Tokyo 2020 Detaljer...       | Albert Batyrgazijev ROC                | Duke Ragan USA                         | Lázaro Álvarez Kuba                             |
| Paris 2024 Detaljer...       | Abdumalik Khalokov Uzbekistan          | Munarbek Seiitbek Uulu Kirgizistan     | Charlie Senior Australien                       |
| Paris 2024 Detaljer...       | Abdumalik Khalokov Uzbekistan          | Munarbek Seiitbek Uulu Kirgizistan     | Javier Ibáñez Bulgarien                         |

#### Lättvikt
- 1904: 125–135 skålpund (56,7–61,2 kg)
- 1908: 126–140 skålpund (57,2–63,5 kg)
- 1920–1936: 126–135 skålpund (57,2–61,2 kg)
- 1948: 58–62 kg
- 1952–2008: 57–60 kg
- 2012–2020: 56–60 kg
- 2024–: 58–63,5 kg

| Spel                            | Guld                                   | Silver                                 | Brons                                                      |
| St Louis 1904 Detaljer...       | Harry Spanjer · USA                    | Russell van Horn · USA                 | Peter Sturholdt · USA                                      |
| London 1908 Detaljer...         | Frederick Grace · Storbritannien       | Frederick Spiller · Storbritannien     | Harry Johnson · Storbritannien                             |
| 1912 Stockholm                  | ingick inte i det olympiska programmet | ingick inte i det olympiska programmet | ingick inte i det olympiska programmet                     |
| Antwerpen 1920 Detaljer...      | Samuel Mosberg · USA                   | Gotfred Johansen · Danmark             | Clarence Newton · Kanada                                   |
| Paris 1924 Detaljer...          | Hans Jacob Nielsen · Danmark           | Alfredo Copello · Argentina            | Frederick Boylstein · USA                                  |
| Amsterdam 1928 Detaljer...      | Carlo Orlandi · Italien                | Stephen Halaiko · USA                  | Gunnar Berggren · Sverige                                  |
| Los Angeles 1932 Detaljer...    | Lawrence Stevens · Sydafrika           | Thure Ahlqvist · Sverige               | Nathan Bor · USA                                           |
| Berlin 1936 Detaljer...         | Imre Harangi · Ungern                  | Nikolai Stepulov · Estland             | Erik Ågren · Sverige                                       |
| London 1948 Detaljer...         | Gerald Dreyer · Sydafrika              | Joseph Vissers · Belgien               | Svend Wad · Danmark                                        |
| Helsingfors 1952 Detaljer...    | Aureliano Bolognesi · Italien          | Aleksy Antkiewicz · Polen              | Gheorghe Fiat · Rumänien                                   |
| Helsingfors 1952 Detaljer...    | Aureliano Bolognesi · Italien          | Aleksy Antkiewicz · Polen              | Erkki Pakkanen · Finland                                   |
| Melbourne 1956 Detaljer...      | Dick McTaggart · Storbritannien        | Harry Kurschat · Tyskland              | Anthony Byrne · Irland                                     |
| Melbourne 1956 Detaljer...      | Dick McTaggart · Storbritannien        | Harry Kurschat · Tyskland              | Anatoly Lagetko · Sovjetunionen                            |
| Rom 1960 Detaljer...            | Kazimierz Paździor · Polen             | Sandro Lopopolo · Italien              | Abel Laudonio · Argentina                                  |
| Rom 1960 Detaljer...            | Kazimierz Paździor · Polen             | Sandro Lopopolo · Italien              | Dick McTaggart · Storbritannien                            |
| Tokyo 1964 Detaljer...          | Józef Grudzień · Polen                 | Velikton Barannikov · Sovjetunionen    | Jim McCourt · Irland                                       |
| Tokyo 1964 Detaljer...          | Józef Grudzień · Polen                 | Velikton Barannikov · Sovjetunionen    | Ronald Allen Harris · USA                                  |
| Mexico City 1968 Detaljer...    | Ronald W. Harris · USA                 | Józef Grudzień · Polen                 | Calistrat Cuţov · Rumänien                                 |
| Mexico City 1968 Detaljer...    | Ronald W. Harris · USA                 | Józef Grudzień · Polen                 | Zvonimir Vujin · Jugoslavien                               |
| München 1972 Detaljer...        | Jan Szczepański · Polen                | László Orbán · Ungern                  | Samuel Mbugua · Kenya                                      |
| München 1972 Detaljer...        | Jan Szczepański · Polen                | László Orbán · Ungern                  | Alfonso Pérez · Colombia                                   |
| Montréal 1976 Detaljer...       | Howard Davis · USA                     | Simion Cuțov · Rumänien                | Vasilij Solomin · Sovjetunionen Ace Rusevski · Jugoslavien |
| Moskva 1980 Detaljer...         | Ángel Herrera · Kuba                   | Viktor Demyanenko · Sovjetunionen      | Kazimierz Adach · Polen                                    |
| Moskva 1980 Detaljer...         | Ángel Herrera · Kuba                   | Viktor Demyanenko · Sovjetunionen      | Richard Nowakowski · Östtyskland                           |
| Los Angeles 1984 Detaljer...    | Pernell Whitaker · USA                 | Luis Ortiz · Puerto Rico               | Chun Chil-Sung · Sydkorea                                  |
| Los Angeles 1984 Detaljer...    | Pernell Whitaker · USA                 | Luis Ortiz · Puerto Rico               | Martin Ndongo-Ebanga · Kamerun                             |
| Seoul 1988 Detaljer...          | Andreas Zülow · Östtyskland            | George Cramne · Sverige                | Romallis Ellis · USA                                       |
| Seoul 1988 Detaljer...          | Andreas Zülow · Östtyskland            | George Cramne · Sverige                | Nergüjn Enchbat · Mongoliet                                |
| Barcelona 1992 Detaljer...      | Oscar de la Hoya · USA                 | Marco Rudolph · Tyskland               | Namdzjilyn Bajarsaichan · Mongoliet                        |
| Barcelona 1992 Detaljer...      | Oscar de la Hoya · USA                 | Marco Rudolph · Tyskland               | Hong Sung-Sik · Sydkorea                                   |
| Atlanta 1996 Detaljer...        | Hocine Soltani · Algeriet              | Tontcho Tontchev · Bulgarien           | Terrance Cauthen · USA                                     |
| Atlanta 1996 Detaljer...        | Hocine Soltani · Algeriet              | Tontcho Tontchev · Bulgarien           | Leonard Doroftei · Rumänien                                |
| Sydney 2000 Detaljer...         | Mario Kindelán · Kuba                  | Andreas Kotelnik · Ukraina             | Cristián Bejarano · Mexiko                                 |
| Sydney 2000 Detaljer...         | Mario Kindelán · Kuba                  | Andreas Kotelnik · Ukraina             | Aleksandr Maletin · Ryssland                               |
| Aten 2004 Detaljer...           | Mario Kindelán · Kuba                  | Amir Khan · Storbritannien             | Serik Jelevov · Kazakstan                                  |
| Aten 2004 Detaljer...           | Mario Kindelán · Kuba                  | Amir Khan · Storbritannien             | Murat Chratjov · Ryssland                                  |
| Peking 2008 Detaljer...         | Aleksej Tisjtjenko · Ryssland          | Daouda Sow · Frankrike                 | Hratjik Dzjavachjan · Armenien                             |
| Peking 2008 Detaljer...         | Aleksej Tisjtjenko · Ryssland          | Daouda Sow · Frankrike                 | Yordenis Ugás · Kuba                                       |
| London 2012 Detaljer...         | Vasyl Lomatjenko (UKR)                 | Han Soon-Chul (KOR)                    | Yasniel Toledo (CUB)                                       |
| London 2012 Detaljer...         | Vasyl Lomatjenko (UKR)                 | Han Soon-Chul (KOR)                    | Evaldas Petrauskas (LTU)                                   |
| Rio de Janeiro 2016 Detaljer... | Robson Conceição (BRA)                 | Sofiane Oumiha (FRA)                   | Lázaro Álvarez (CUB)                                       |
| Rio de Janeiro 2016 Detaljer... | Robson Conceição (BRA)                 | Sofiane Oumiha (FRA)                   | Dorjnyambuugiin Otgondalai (MGL)                           |
| Tokyo 2020 Detaljer...          | Andy Cruz Kuba                         | Keyshawn Davis USA                     | Hovhannes Bachkov Armenien                                 |
| Tokyo 2020 Detaljer...          | Andy Cruz Kuba                         | Keyshawn Davis USA                     | Harry Garside Australien                                   |
| Paris 2024 Detaljer...          | Erislandy Álvarez Kuba                 | Sofiane Oumiha Frankrike               | Wyatt Sanford Kanada                                       |
| Paris 2024 Detaljer...          | Erislandy Álvarez Kuba                 | Sofiane Oumiha Frankrike               | Lasja Guruli Georgien                                      |

#### Weltervikt
- 1904: 135–145 skålpund (61,2–65,8 kg)
- 1920–1936: 135–147 skålpund (61,2–66,7 kg)
- 1948: 62–67 kg
- 1952–2000: 63,5–67 kg
- 2004–2020: 64–69 kg
- 2024–: 64–71 kg

| Spel                            | Guld                                   | Silver                                 | Brons                                                       |
| St Louis 1904 Detaljer...       | Albert Young · USA                     | Harry Spanjer · USA                    | Joseph Lydon · USA                                          |
| 1906-1912                       | ingick inte i det olympiska programmet | ingick inte i det olympiska programmet | ingick inte i det olympiska programmet                      |
| Antwerpen 1920 Detaljer...      | Bert Schneider · Kanada                | Alexander Ireland · Storbritannien     | Frederick Colberg · USA                                     |
| Paris 1924 Detaljer...          | Jean Delarge · Belgien                 | Héctor Méndez · Argentina              | Douglas Lewis · Kanada                                      |
| Amsterdam 1928 Detaljer...      | Ted Morgan · Nya Zeeland               | Raúl Landini · Argentina               | Raymond Smillie · Kanada                                    |
| Los Angeles 1932 Detaljer...    | Edward Flynn · USA                     | Erich Campe · Tyskland                 | Bruno Ahlberg · Finland                                     |
| Berlin 1936 Detaljer...         | Sten Suvio · Finland                   | Michael Murach · Tyskland              | Gerhard Pedersen · Danmark                                  |
| London 1948 Detaljer...         | Július Torma · Tjeckoslovakien         | Horace Herring · USA                   | Alessandro D'Ottavio · Italien                              |
| Helsingfors 1952 Detaljer...    | Zygmunt Chychła · Polen                | Sergei Scherbakov · Sovjetunionen      | Günther Heidemann · Tyskland                                |
| Helsingfors 1952 Detaljer...    | Zygmunt Chychła · Polen                | Sergei Scherbakov · Sovjetunionen      | Victor Jörgensen · Danmark                                  |
| Melbourne 1956 Detaljer...      | Nicolae Linca · Rumänien               | Frederick Tiedt · Irland               | Nicholas Gargano · Storbritannien                           |
| Melbourne 1956 Detaljer...      | Nicolae Linca · Rumänien               | Frederick Tiedt · Irland               | Kevin Hogarth · Australien                                  |
| Rom 1960 Detaljer...            | Giovanni Benvenuti · Italien           | Yuri Radonyak · Sovjetunionen          | Leszek Drogosz · Polen                                      |
| Rom 1960 Detaljer...            | Giovanni Benvenuti · Italien           | Yuri Radonyak · Sovjetunionen          | Jimmy Lloyd · Storbritannien                                |
| Tokyo 1964 Detaljer...          | Marian Kasprzyk · Polen                | Ričardas Tamulis · Sovjetunionen       | Pertti Purhonen · Finland                                   |
| Tokyo 1964 Detaljer...          | Marian Kasprzyk · Polen                | Ričardas Tamulis · Sovjetunionen       | Silvano Bertini · Italien                                   |
| Mexico City 1968 Detaljer...    | Manfred Wolke · Östtyskland            | Joseph Bessala · Kamerun               | Mario Guilloti · Argentina                                  |
| Mexico City 1968 Detaljer...    | Manfred Wolke · Östtyskland            | Joseph Bessala · Kamerun               | Vladimir Musalimov · Sovjetunionen                          |
| München 1972 Detaljer...        | Emilio Correa · Kuba                   | János Kajdi · Ungern                   | Dick Murunga · Kenya                                        |
| München 1972 Detaljer...        | Emilio Correa · Kuba                   | János Kajdi · Ungern                   | Jesse Valdez · USA                                          |
| Montréal 1976 Detaljer...       | Jochen Bachfeld · Östtyskland          | Pedro Gamarro · Venezuela              | Reinhard Skricek · Västtyskland Victor Zilberman · Rumänien |
| Moskva 1980 Detaljer...         | Andrés Aldama · Kuba                   | John Mugabi · Uganda                   | Karl-Heinz Krüger · Östtyskland                             |
| Moskva 1980 Detaljer...         | Andrés Aldama · Kuba                   | John Mugabi · Uganda                   | Kazimierz Szczerba · Polen                                  |
| Los Angeles 1984 Detaljer...    | Mark Breland · USA                     | An Young-Su · Sydkorea                 | Luciano Bruno · Italien                                     |
| Los Angeles 1984 Detaljer...    | Mark Breland · USA                     | An Young-Su · Sydkorea                 | Joni Nyman · Finland                                        |
| Seoul 1988 Detaljer...          | Robert Wangila · Kenya                 | Laurent Boudouani · Frankrike          | Jan Dydak · Polen                                           |
| Seoul 1988 Detaljer...          | Robert Wangila · Kenya                 | Laurent Boudouani · Frankrike          | Kenneth Gould · USA                                         |
| Barcelona 1992 Detaljer...      | Michael Carruth · Irland               | Juan Hernández Sierra · Kuba           | Aníbal Acevedo · Puerto Rico                                |
| Barcelona 1992 Detaljer...      | Michael Carruth · Irland               | Juan Hernández Sierra · Kuba           | Arkhom Chenglai · Thailand                                  |
| Atlanta 1996 Detaljer...        | Oleg Saitov · Ryssland                 | Juan Hernández Sierra · Kuba           | Daniel Santos · Puerto Rico                                 |
| Atlanta 1996 Detaljer...        | Oleg Saitov · Ryssland                 | Juan Hernández Sierra · Kuba           | Marian Simion · Rumänien                                    |
| Sydney 2000 Detaljer...         | Oleg Saitov · Ryssland                 | Sergej Dotsenko · Ukraina              | Vitalie Grușac · Moldavien                                  |
| Sydney 2000 Detaljer...         | Oleg Saitov · Ryssland                 | Sergej Dotsenko · Ukraina              | Dorel Simion · Rumänien                                     |
| Aten 2004 Detaljer...           | Baqtijar Artajev · Kazakstan           | Lorenzo Aragón · Kuba                  | Kim Jung-Joo · Sydkorea                                     |
| Aten 2004 Detaljer...           | Baqtijar Artajev · Kazakstan           | Lorenzo Aragón · Kuba                  | Oleg Saitov · Ryssland                                      |
| Peking 2008 Detaljer...         | Baqut Särsekbajev · Kazakstan          | Carlos Banteaux Suárez · Kuba          | Hanati Silamu · Kina                                        |
| Peking 2008 Detaljer...         | Baqut Särsekbajev · Kazakstan          | Carlos Banteaux Suárez · Kuba          | Kim Jung-Joo · Sydkorea                                     |
| London 2012 Detaljer...         | Serik Säpijev (KAZ)                    | Fred Evans (GBR)                       | Taras Sjelestiuk (UKR)                                      |
| London 2012 Detaljer...         | Serik Säpijev (KAZ)                    | Fred Evans (GBR)                       | Andrej Zamkovoj (RUS)                                       |
| Rio de Janeiro 2016 Detaljer... | Danijar Jeleusinov (KAZ)               | Shakhram Giyasov (UZB)                 | Mohammed Rabii (MAR)                                        |
| Rio de Janeiro 2016 Detaljer... | Danijar Jeleusinov (KAZ)               | Shakhram Giyasov (UZB)                 | Souleymane Cissokho (FRA)                                   |
| Tokyo 2020 Detaljer...          | Roniel Iglesias Kuba                   | Pat McCormack Storbritannien           | Aidan Walsh Irland                                          |
| Tokyo 2020 Detaljer...          | Roniel Iglesias Kuba                   | Pat McCormack Storbritannien           | Andrej Zamkovoj ROC                                         |
| Paris 2024 Detaljer...          | Asadkhuja Muydinkhujaev Uzbekistan     | Marco Verde Mexiko                     | Omari Jones USA                                             |
| Paris 2024 Detaljer...          | Asadkhuja Muydinkhujaev Uzbekistan     | Marco Verde Mexiko                     | Lewis Richardson Storbritannien                             |

#### Mellanvikt
- 1904: 145–158 skålpund (65,8–71,7 kg)
- 1908: 140–158 skålpund (63,5–71,7 kg)
- 1920–1936: 147-160 skålpund (66,7-72,6 kg)
- 1948: 67–73 kg
- 1952–2000: 71–75 kg
- 2004–2020: 69–75 kg
- 2024–: 72–80 kg

| Spel                            | Guld                                   | Silver                                 | Brons                                              |
| St Louis 1904 Detaljer...       | Charles Mayer · USA                    | Benjamin Spradley · USA                | Ingen                                              |
| London 1908 Detaljer...         | Johnny Douglas · Storbritannien        | Reginald Baker · Australasien          | William Philo · Storbritannien                     |
| 1912                            | ingick inte i det olympiska programmet | ingick inte i det olympiska programmet | ingick inte i det olympiska programmet             |
| Antwerpen 1920 Detaljer...      | Harry Mallin · Storbritannien          | Georges Prud'Homme · Kanada            | Moe Herscovitch · Kanada                           |
| Paris 1924 Detaljer...          | Harry Mallin · Storbritannien          | John Elliott · Storbritannien          | Joseph Jules Beecken · Belgien                     |
| Amsterdam 1928 Detaljer...      | Piero Toscani · Italien                | Jan Heřmánek · Tjeckoslovakien         | Léonard Steyaert · Belgien                         |
| Los Angeles 1932 Detaljer...    | Carmen Barth · USA                     | Amado Azar · Argentina                 | Ernest Peirce · Sydafrika                          |
| Berlin 1936 Detaljer...         | Jean Despeaux · Frankrike              | Henry Tiller · Norge                   | Raúl Villareal · Argentina                         |
| London 1948 Detaljer...         | László Papp · Ungern                   | John Wright · Storbritannien           | Ivano Fontana · Italien                            |
| Helsingfors 1952 Detaljer...    | Floyd Patterson · USA                  | Vasile Tiţǎ · Rumänien                 | Boris Nikolov · Bulgarien                          |
| Helsingfors 1952 Detaljer...    | Floyd Patterson · USA                  | Vasile Tiţǎ · Rumänien                 | Stig Sjölin · Sverige                              |
| Melbourne 1956 Detaljer...      | Gennadij Sjatkov · Sovjetunionen       | Ramón Tapia · Chile                    | Gilbert Chapron · Frankrike                        |
| Melbourne 1956 Detaljer...      | Gennadij Sjatkov · Sovjetunionen       | Ramón Tapia · Chile                    | Víctor Zalazar · Argentina                         |
| Rom 1960 Detaljer...            | Eddie Crook, Jr. · USA                 | Tadeusz Walasek · Polen                | Jevgenij Feofanov · Sovjetunionen                  |
| Rom 1960 Detaljer...            | Eddie Crook, Jr. · USA                 | Tadeusz Walasek · Polen                | Ion Monea · Rumänien                               |
| Tokyo 1964 Detaljer...          | Valerij Popentjenko · Sovjetunionen    | Emil Schulz · Tyskland                 | Franco Valle · Italien                             |
| Tokyo 1964 Detaljer...          | Valerij Popentjenko · Sovjetunionen    | Emil Schulz · Tyskland                 | Tadeusz Walasek · Polen                            |
| Mexico City 1968 Detaljer...    | Chris Finnegan · Storbritannien        | Aleksej Kiseljov · Sovjetunionen       | Alfred Jones · USA                                 |
| Mexico City 1968 Detaljer...    | Chris Finnegan · Storbritannien        | Aleksej Kiseljov · Sovjetunionen       | Agustín Zaragoza · Mexiko                          |
| München 1972 Detaljer...        | Vjatjeslav Lemesjev · Sovjetunionen    | Reima Virtanen · Finland               | Prince Amartey · Ghana                             |
| München 1972 Detaljer...        | Vjatjeslav Lemesjev · Sovjetunionen    | Reima Virtanen · Finland               | Marvin Johnson · USA                               |
| Montréal 1976 Detaljer...       | Michael Spinks · USA                   | Rufat Riskijev · Sovjetunionen         | Alec Nastac · Rumänien Luis Felipe Martínez · Kuba |
| Moskva 1980 Detaljer...         | José Gómez · Kuba                      | Viktor Savtjenko · Sovjetunionen       | Jerzy Rybicki · Polen                              |
| Moskva 1980 Detaljer...         | José Gómez · Kuba                      | Viktor Savtjenko · Sovjetunionen       | Valentin Silaghi · Rumänien                        |
| Los Angeles 1984 Detaljer...    | Shin Joon-Sup · Sydkorea               | Virgil Hill · USA                      | Aristides González · Puerto Rico                   |
| Los Angeles 1984 Detaljer...    | Shin Joon-Sup · Sydkorea               | Virgil Hill · USA                      | Mohamed Zaoui · Algeriet                           |
| Seoul 1988 Detaljer...          | Henry Maske · Östtyskland              | Egerton Marcus · Kanada                | Chris Sande · Kenya                                |
| Seoul 1988 Detaljer...          | Henry Maske · Östtyskland              | Egerton Marcus · Kanada                | Hussain Shah Syed · Pakistan                       |
| Barcelona 1992 Detaljer...      | Ariel Hernández · Kuba                 | Chris Byrd · USA                       | Chris Johnson · Kanada                             |
| Barcelona 1992 Detaljer...      | Ariel Hernández · Kuba                 | Chris Byrd · USA                       | Lee Seung-Bae · Sydkorea                           |
| Atlanta 1996 Detaljer...        | Ariel Hernández · Kuba                 | Malik Beyleroğlu · Turkiet             | Rhoshii Wells · USA                                |
| Atlanta 1996 Detaljer...        | Ariel Hernández · Kuba                 | Malik Beyleroğlu · Turkiet             | Mohamed Bahari · Algeriet                          |
| Sydney 2000 Detaljer...         | Jorge Gutiérrez · Kuba                 | Gajdarbek Gajdarbekov · Ryssland       | Vüqar Äläkbärov · Azerbajdzjan                     |
| Sydney 2000 Detaljer...         | Jorge Gutiérrez · Kuba                 | Gajdarbek Gajdarbekov · Ryssland       | Zsolt Erdei · Ungern                               |
| Aten 2004 Detaljer...           | Gajdarbek Gajdarbekov · Ryssland       | Gennadij Golovkin · Kazakstan          | Suriya Prasathinphimai · Thailand                  |
| Aten 2004 Detaljer...           | Gajdarbek Gajdarbekov · Ryssland       | Gennadij Golovkin · Kazakstan          | Andre Dirrell · USA                                |
| Peking 2008 Detaljer...         | James DeGale · Storbritannien          | Emilio Correa · Kuba                   | Darren Sutherland · Irland                         |
| Peking 2008 Detaljer...         | James DeGale · Storbritannien          | Emilio Correa · Kuba                   | Vijender Kumar · Indien                            |
| London 2012 Detaljer...         | Ryota Murata (JPN)                     | Esquiva Falcão Florentino (BRA)        | Anthony Ogogo (GBR)                                |
| London 2012 Detaljer...         | Ryota Murata (JPN)                     | Esquiva Falcão Florentino (BRA)        | Abbos Atoev (UZB)                                  |
| Rio de Janeiro 2016 Detaljer... | Arlen López (CUB)                      | Bektemir Melikuziev (UZB)              | Misael Rodríguez (MEX)                             |
| Rio de Janeiro 2016 Detaljer... | Arlen López (CUB)                      | Bektemir Melikuziev (UZB)              | Kamran Sjachsuvarlij (AZE)                         |
| Tokyo 2020 Detaljer...          | Hebert Conceição Brasilien             | Oleksandr Chyzjnjak Ukraina            | Eumir Marcial Filippinerna                         |
| Tokyo 2020 Detaljer...          | Hebert Conceição Brasilien             | Oleksandr Chyzjnjak Ukraina            | Gleb Baksji ROC                                    |
| Paris 2024 Detaljer...          | Oleksandr Chyzjnjak Ukraina            | Nurbek Oralbay Kazakstan               | Cristian Pinales Dominikanska republiken           |
| Paris 2024 Detaljer...          | Oleksandr Chyzjnjak Ukraina            | Nurbek Oralbay Kazakstan               | Arlen López Kuba                                   |

#### Tungvikt
- 1904–1908: Från 158 skålpund (71,7 kg)
- 1920–1936: Från 175 skålpund (79,4 kg)
- 1948: Från 80 kg
- 1952–1980: Från 81 kg
- 1984– : 81–92 kg

| Spel                            | Guld                                   | Silver                                 | Brons                                   |
| St Louis 1904 Detaljer...       | Samuel Berger · USA                    | Charles Mayer · USA                    | William Michaels · USA                  |
| London 1908 Detaljer...         | Albert Oldman · Storbritannien         | Sydney Evans · Storbritannien          | Frederick Parks · Storbritannien        |
| 1912 Stockholm                  | ingick inte i det olympiska programmet | ingick inte i det olympiska programmet | ingick inte i det olympiska programmet  |
| Antwerpen 1920 Detaljer...      | Ronald Rawson · Storbritannien         | Søren Petersen · Danmark               | Albert Eluère · Frankrike               |
| Paris 1924 Detaljer...          | Otto von Porat · Norge                 | Søren Petersen · Danmark               | Alfredo Porzio · Argentina              |
| Amsterdam 1928 Detaljer...      | Arturo Rodríguez · Argentina           | Nils Ramm · Sverige                    | Michael Michaelsen · Danmark            |
| Los Angeles 1932 Detaljer...    | Santiago Lovell · Argentina            | Luigi Rovati · Italien                 | Frederick Feary · USA                   |
| Berlin 1936 Detaljer...         | Herbert Runge · Tyskland               | Guillermo Lovell · Argentina           | Erling Nilsen · Norge                   |
| London 1948 Detaljer...         | Rafael Iglesias · Argentina            | Gunnar Nilsson · Sverige               | John Arthur · Sydafrika                 |
| Helsingfors 1952 Detaljer...    | Ed Sanders · USA                       | Ingemar Johansson · Sverige            | Ilkka Koski · Finland                   |
| Helsingfors 1952 Detaljer...    | Ed Sanders · USA                       | Ingemar Johansson · Sverige            | Andries Nieman · Sydafrika              |
| Melbourne 1956 Detaljer...      | Peter Rademacher · USA                 | Lev Mukhin · Sovjetunionen             | Daniel Bekker · Sydafrika               |
| Melbourne 1956 Detaljer...      | Peter Rademacher · USA                 | Lev Mukhin · Sovjetunionen             | Giacomo Bozzano · Italien               |
| Rom 1960 Detaljer...            | Franco De Piccoli · Italien            | Daniel Bekker · Sydafrika              | Josef Němec · Tjeckoslovakien           |
| Rom 1960 Detaljer...            | Franco De Piccoli · Italien            | Daniel Bekker · Sydafrika              | Günter Siegmund · Tyskland              |
| Tokyo 1964 Detaljer...          | Joe Frazier · USA                      | Hans Huber · Tyskland                  | Giuseppe Ros · Italien                  |
| Tokyo 1964 Detaljer...          | Joe Frazier · USA                      | Hans Huber · Tyskland                  | Vadim Yemelyanov · Sovjetunionen        |
| Mexico City 1968 Detaljer...    | George Foreman · USA                   | Jonas Čepulis · Sovjetunionen          | Giorgio Bambini · Italien               |
| Mexico City 1968 Detaljer...    | George Foreman · USA                   | Jonas Čepulis · Sovjetunionen          | Joaquín Rocha · Mexiko                  |
| München 1972 Detaljer...        | Teófilo Stevenson · Kuba               | Ion Alexe · Rumänien                   | Peter Hussing · Västtyskland            |
| München 1972 Detaljer...        | Teófilo Stevenson · Kuba               | Ion Alexe · Rumänien                   | Hasse Thomsén · Sverige                 |
| Montréal 1976 Detaljer...       | Teófilo Stevenson · Kuba               | Mircea Simon · Rumänien                | John Tate · USA Clarence Hill · Bermuda |
| Moskva 1980 Detaljer...         | Teófilo Stevenson · Kuba               | Pyotr Zayev · Sovjetunionen            | Jürgen Fanghänel · Östtyskland          |
| Moskva 1980 Detaljer...         | Teófilo Stevenson · Kuba               | Pyotr Zayev · Sovjetunionen            | István Lévai · Ungern                   |
| Los Angeles 1984 Detaljer...    | Henry Tillman · USA                    | Willie DeWit · Kanada                  | Angelo Musone · Italien                 |
| Los Angeles 1984 Detaljer...    | Henry Tillman · USA                    | Willie DeWit · Kanada                  | Arnold Vanderlyde · Nederländerna       |
| Seoul 1988 Detaljer...          | Ray Mercer · USA                       | Baik Hyun-Man · Sydkorea               | Andrzej Gołota · Polen                  |
| Seoul 1988 Detaljer...          | Ray Mercer · USA                       | Baik Hyun-Man · Sydkorea               | Arnold Vanderlyde · Nederländerna       |
| Barcelona 1992 Detaljer...      | Félix Savón · Kuba                     | David Izonritei · Nigeria              | David Tua · Nya Zeeland                 |
| Barcelona 1992 Detaljer...      | Félix Savón · Kuba                     | David Izonritei · Nigeria              | Arnold Vanderlyde · Nederländerna       |
| Atlanta 1996 Detaljer...        | Félix Savón · Kuba                     | David Defiagbon · Kanada               | Nate Jones · USA                        |
| Atlanta 1996 Detaljer...        | Félix Savón · Kuba                     | David Defiagbon · Kanada               | Luan Krasniqi · Tyskland                |
| Sydney 2000 Detaljer...         | Félix Savón · Kuba                     | Sultan Ibragimov · Ryssland            | Vladimer Chanturia · Georgien           |
| Sydney 2000 Detaljer...         | Félix Savón · Kuba                     | Sultan Ibragimov · Ryssland            | Sebastian Köber · Tyskland              |
| Aten 2004 Detaljer...           | Odlanier Solis · Kuba                  | Viktar Zujev · Vitryssland             | Mohamed Elsayed · Egypten               |
| Aten 2004 Detaljer...           | Odlanier Solis · Kuba                  | Viktar Zujev · Vitryssland             | Naser Al Shami · Syrien                 |
| Peking 2008 Detaljer...         | Rakhim Chakkhiyev · Ryssland           | Clemente Russo · Italien               | Osmay Acosta · Kuba                     |
| Peking 2008 Detaljer...         | Rakhim Chakkhiyev · Ryssland           | Clemente Russo · Italien               | Deontay Wilder · USA                    |
| London 2012 Detaljer...         | Oleksandr Usyk (UKR)                   | Clemente Russo (ITA)                   | Tervel Pulev (BUL)                      |
| London 2012 Detaljer...         | Oleksandr Usyk (UKR)                   | Clemente Russo (ITA)                   | Tejmur Mammadov (AZE)                   |
| Rio de Janeiro 2016 Detaljer... | Jevgenij Tisjtjenko (RUS)              | Vasilij Levit (KAZ)                    | Rustam Tulaganov (UZB)                  |
| Rio de Janeiro 2016 Detaljer... | Jevgenij Tisjtjenko (RUS)              | Vasilij Levit (KAZ)                    | Erislandy Savón (CUB)                   |
| Tokyo 2020 Detaljer...          | Julio César La Cruz Kuba               | Muslim Gadzjimagomedov ROC             | David Nyika Nya Zeeland                 |
| Tokyo 2020 Detaljer...          | Julio César La Cruz Kuba               | Muslim Gadzjimagomedov ROC             | Abner Teixeira Brasilien                |
| Paris 2024 Detaljer...          | Lazizbek Mullojonov Uzbekistan         | Loren Alfonso Azerbajdzjan             | Enmanuel Reyes Spanien                  |
| Paris 2024 Detaljer...          | Lazizbek Mullojonov Uzbekistan         | Loren Alfonso Azerbajdzjan             | Davlat Boltaev Tadzjikistan             |

#### Supertungvikt
- 1984–2020: Från 91 kg
- 2024–: Från 92 kg

| Spel                            | Guld                             | Silver                             | Brons                                    |
| Los Angeles 1984 Detaljer...    | Tyrell Biggs · USA               | Francesco Damiani · Italien        | Aziz Salihu · Jugoslavien                |
| Los Angeles 1984 Detaljer...    | Tyrell Biggs · USA               | Francesco Damiani · Italien        | Robert Wells · Storbritannien            |
| Seoul 1988 Detaljer...          | Lennox Lewis · Kanada            | Riddick Bowe · USA                 | Janusz Zarenkiewicz · Polen              |
| Seoul 1988 Detaljer...          | Lennox Lewis · Kanada            | Riddick Bowe · USA                 | Aleksandr Miroshnichenko · Sovjetunionen |
| Barcelona 1992 Detaljer...      | Roberto Balado · Kuba            | Richard Igbineghu · Nigeria        | Svilen Rusinov · Bulgarien               |
| Barcelona 1992 Detaljer...      | Roberto Balado · Kuba            | Richard Igbineghu · Nigeria        | Brian Nielsen · Danmark                  |
| Atlanta 1996 Detaljer...        | Wladimir Klitschko · Ukraina     | Paea Wolfgram · Tonga              | Duncan Dokiwari · Nigeria                |
| Atlanta 1996 Detaljer...        | Wladimir Klitschko · Ukraina     | Paea Wolfgram · Tonga              | Alexei Lezin · Ryssland                  |
| Sydney 2000 Detaljer...         | Audley Harrison · Storbritannien | Mukhtarkhan Dildabekov · Kazakstan | Paolo Vidoz · Italien                    |
| Sydney 2000 Detaljer...         | Audley Harrison · Storbritannien | Mukhtarkhan Dildabekov · Kazakstan | Rustam Saidov · Uzbekistan               |
| Aten 2004 Detaljer...           | Aleksandr Povetkin · Ryssland    | Mohamed Aly · Egypten              | Michel López Núñez · Kuba                |
| Aten 2004 Detaljer...           | Aleksandr Povetkin · Ryssland    | Mohamed Aly · Egypten              | Roberto Cammarelle · Italien             |
| Peking 2008 Detaljer...         | Roberto Cammarelle · Italien     | Zhang Zhilei · Kina                | Vjatjeslav Glazkov · Ukraina             |
| Peking 2008 Detaljer...         | Roberto Cammarelle · Italien     | Zhang Zhilei · Kina                | David Price · Storbritannien             |
| London 2012 Detaljer...         | Anthony Joshua (GBR)             | Roberto Cammarelle (ITA)           | Magomedrasul Majidov (AZE)               |
| London 2012 Detaljer...         | Anthony Joshua (GBR)             | Roberto Cammarelle (ITA)           | Ivan Dytjko (KAZ)                        |
| Rio de Janeiro 2016 Detaljer... | Tony Yoka (FRA)                  | Joe Joyce (GBR)                    | Filip Hrgović (CRO)                      |
| Rio de Janeiro 2016 Detaljer... | Tony Yoka (FRA)                  | Joe Joyce (GBR)                    | Ivan Dytjko (KAZ)                        |
| Tokyo 2020 Detaljer...          | Bachodir Jalolov Uzbekistan      | Richard Torrez USA                 | Frazer Clarke Storbritannien             |
| Tokyo 2020 Detaljer...          | Bachodir Jalolov Uzbekistan      | Richard Torrez USA                 | Qamsjybek Qonqabajev Kazakstan           |
| Paris 2024 Detaljer...          | Bakhodir Jalolov Uzbekistan      | Ayoub Ghadfa Spanien               | Nelvie Tiafack Tyskland                  |
| Paris 2024 Detaljer...          | Bakhodir Jalolov Uzbekistan      | Ayoub Ghadfa Spanien               | Djamili-Dini Aboudou Moindze Frankrike   |

### Damer

#### Flugvikt
| Spel                            | Guld                      | Silver                     | Brons                            |
| London 2012 Detaljer...         | Nicola Adams (GBR)        | Ren Cancan (CHN)           | Marlen Esparza (USA)             |
| London 2012 Detaljer...         | Nicola Adams (GBR)        | Ren Cancan (CHN)           | Mary Kom (IND)                   |
| Rio de Janeiro 2016 Detaljer... | Nicola Adams (GBR)        | Sarah Ourahmoune (FRA)     | Ren Cancan (CHN)                 |
| Rio de Janeiro 2016 Detaljer... | Nicola Adams (GBR)        | Sarah Ourahmoune (FRA)     | Ingrit Valencia (COL)            |
| Tokyo 2020 Detaljer...          | Stoyka Krasteva Bulgarien | Buse Naz Çakıroğlu Turkiet | Huang Hsiao-wen Kinesiska Taipei |
| Tokyo 2020 Detaljer...          | Stoyka Krasteva Bulgarien | Buse Naz Çakıroğlu Turkiet | Tsukimi Namiki Japan             |
| Paris 2024 Detaljer...          | Wu Yu Kina                | Buse Naz Çakıroğlu Turkiet | Nazym Kyzaibay Kazakstan         |
| Paris 2024 Detaljer...          | Wu Yu Kina                | Buse Naz Çakıroğlu Turkiet | Aira Villegas Filippinerna       |

#### Bantamvikt
| Spel                   | Guld            | Silver               | Brons                  |
| Paris 2024 Detaljer... | Chang Yuan Kina | Hatice Akbaş Turkiet | Pang Chol-mi Nordkorea |
| Paris 2024 Detaljer... | Chang Yuan Kina | Hatice Akbaş Turkiet | Im Ae-ji Sydkorea      |

#### Fjädervikt
| Spel                   | Guld                         | Silver                      | Brons                              |
| Tokyo 2020 Detaljer... | Sena Irie Japan              | Nesthy Petecio Filippinerna | Irma Testa Italien                 |
| Tokyo 2020 Detaljer... | Sena Irie Japan              | Nesthy Petecio Filippinerna | Karriss Artingstall Storbritannien |
| Paris 2024 Detaljer... | Lin Yu-ting Kinesiska Taipei | Julia Szeremeta Polen       | Esra Yıldız Turkiet                |
| Paris 2024 Detaljer... | Lin Yu-ting Kinesiska Taipei | Julia Szeremeta Polen       | Nesthy Petecio Filippinerna        |

#### Lättvikt
| Spel                            | Guld                     | Silver                     | Brons                       |
| London 2012 Detaljer...         | Katie Taylor (IRL)       | Sofia Otjigava (RUS)       | Mavzuna Chorieva (TJK)      |
| London 2012 Detaljer...         | Katie Taylor (IRL)       | Sofia Otjigava (RUS)       | Adriana Araujo (BRA)        |
| Rio de Janeiro 2016 Detaljer... | Estelle Mossely (FRA)    | Yin Junhua (CHN)           | Mira Potkonen (FIN)         |
| Rio de Janeiro 2016 Detaljer... | Estelle Mossely (FRA)    | Yin Junhua (CHN)           | Anastasia Beljakova (RUS)   |
| Tokyo 2020 Detaljer...          | Kellie Harrington Irland | Beatriz Ferreira Brasilien | Sudaporn Seesondee Thailand |
| Tokyo 2020 Detaljer...          | Kellie Harrington Irland | Beatriz Ferreira Brasilien | Mira Potkonen Finland       |
| Paris 2024 Detaljer...          | Kellie Harrington Irland | Yang Wenlu Kina            | Wu Shih-yi Kinesiska Taipei |
| Paris 2024 Detaljer...          | Kellie Harrington Irland | Yang Wenlu Kina            | Beatriz Ferreira Brasilien  |

#### Weltervikt
| Spel                   | Guld                      | Silver        | Brons                           |
| Tokyo 2020 Detaljer... | Busenaz Sürmeneli Turkiet | Gu Hong Kina  | Lovlina Borgohain Indien        |
| Tokyo 2020 Detaljer... | Busenaz Sürmeneli Turkiet | Gu Hong Kina  | Oshae Jones USA                 |
| Paris 2024 Detaljer... | Imane Khelif Algeriet     | Yang Liu Kina | Janjaem Suwannapheng Thailand   |
| Paris 2024 Detaljer... | Imane Khelif Algeriet     | Yang Liu Kina | Chen Nien-chin Kinesiska Taipei |

#### Mellanvikt
| Spel                            | Guld                        | Silver                  | Brons                          |
| London 2012 Detaljer...         | Claressa Shields (USA)      | Nadezda Torlopova (RUS) | Marina Volnova (KAZ)           |
| London 2012 Detaljer...         | Claressa Shields (USA)      | Nadezda Torlopova (RUS) | Li Jinzi (CHN)                 |
| Rio de Janeiro 2016 Detaljer... | Claressa Shields (USA)      | Nouchka Fontijn (NED)   | Dariga Shakimova (KAZ)         |
| Rio de Janeiro 2016 Detaljer... | Claressa Shields (USA)      | Nouchka Fontijn (NED)   | Li Qian (CHN)                  |
| Tokyo 2020 Detaljer...          | Lauren Price Storbritannien | Li Qian Kina            | Nouchka Fontijn Nederländerna  |
| Tokyo 2020 Detaljer...          | Lauren Price Storbritannien | Li Qian Kina            | Zemfira Magomedalijeva ROC     |
| Paris 2024 Detaljer...          | Li Qian Kina                | Atheyna Bylon Panama    | Caitlin Parker Australien      |
| Paris 2024 Detaljer...          | Li Qian Kina                | Atheyna Bylon Panama    | Cindy Ngamba Flyktingidrottare |

## Tidigare grenar

### Herrar

#### Lätt flugvikt
- 1968–2008: Högst 48 kg.
- 2012–2016: Högst 49 kg.

| Spel                            | Guld                            | Silver                          | Brons                                                      |
| Mexiko 1968 Detaljer...         | Francisco Rodríguez · Venezuela | Jee Yong-Ju · Sydkorea          | Harlan Marbley · USA                                       |
| Mexiko 1968 Detaljer...         | Francisco Rodríguez · Venezuela | Jee Yong-Ju · Sydkorea          | Hubert Skrzypczak · Polen                                  |
| München 1972 Detaljer...        | György Gedó · Ungern            | Kim U-Gil · Nordkorea           | Ralph Evans · Storbritannien                               |
| München 1972 Detaljer...        | György Gedó · Ungern            | Kim U-Gil · Nordkorea           | Enrique Rodríguez · Spanien                                |
| Montréal 1976 Detaljer...       | Jorge Hernández · Kuba          | Byong Uk Li · Nordkorea         | Payao Pooltarat · Thailand Orlando Maldonado · Puerto Rico |
| Moskva 1980 Detaljer...         | Shamil Sabirov · Sovjetunionen  | Hipólito Ramos · Kuba           | Ismail Mustafov · Bulgarien                                |
| Moskva 1980 Detaljer...         | Shamil Sabirov · Sovjetunionen  | Hipólito Ramos · Kuba           | Lee Byong-Uk · Nordkorea                                   |
| Los Angeles 1984 Detaljer...    | Paul Gonzales · USA             | Salvatore Todisco · Italien     | Marcelino Bolivar · Venezuela                              |
| Los Angeles 1984 Detaljer...    | Paul Gonzales · USA             | Salvatore Todisco · Italien     | Keith Mwila · Zambia                                       |
| Seoul 1988 Detaljer...          | Ivailo Marinov · Bulgarien      | Michael Carbajal · USA          | Róbert Isaszegi · Ungern                                   |
| Seoul 1988 Detaljer...          | Ivailo Marinov · Bulgarien      | Michael Carbajal · USA          | Leopoldo Serrantes · Filippinerna                          |
| Barcelona 1992 Detaljer...      | Rogelio Marcelo · Kuba          | Daniel Petrov · Bulgarien       | Jan Quast · Tyskland                                       |
| Barcelona 1992 Detaljer...      | Rogelio Marcelo · Kuba          | Daniel Petrov · Bulgarien       | Roel Velasco · Filippinerna                                |
| Atlanta 1996 Detaljer...        | Daniel Petrov · Bulgarien       | Mansueto Velasco · Filippinerna | Oleh Kyrjuchin · Ukraina                                   |
| Atlanta 1996 Detaljer...        | Daniel Petrov · Bulgarien       | Mansueto Velasco · Filippinerna | Rafael Lozano · Spanien                                    |
| Sydney 2000 Detaljer...         | Brahim Asloum · Frankrike       | Rafael Lozano · Spanien         | Kim Un-Chol · Nordkorea                                    |
| Sydney 2000 Detaljer...         | Brahim Asloum · Frankrike       | Rafael Lozano · Spanien         | Maikro Romero · Kuba                                       |
| Aten 2004 Detaljer...           | Yan Bhartelemy · Kuba           | Atagün Yalçınkaya · Turkiet     | Zou Shiming · Kina                                         |
| Aten 2004 Detaljer...           | Yan Bhartelemy · Kuba           | Atagün Yalçınkaya · Turkiet     | Sergej Kazakov · Ryssland                                  |
| Peking 2008 Detaljer...         | Zou Shiming (CHN)               | Pürevdordzjijn Serdamba (MGL)   | Paddy Barnes (IRL)                                         |
| Peking 2008 Detaljer...         | Zou Shiming (CHN)               | Pürevdordzjijn Serdamba (MGL)   | Yampier Hernández (CUB)                                    |
| London 2012 Detaljer...         | Zou Shiming (CHN)               | Kaeo Pongprayoon (THA)          | Paddy Barnes (IRL)                                         |
| London 2012 Detaljer...         | Zou Shiming (CHN)               | Kaeo Pongprayoon (THA)          | David Ajrapetian (RUS)                                     |
| Rio de Janeiro 2016 Detaljer... | Hasanboy Dusmatov (UZB)         | Yuberjén Martínez (COL)         | Joahnys Argilagos (CUB)                                    |
| Rio de Janeiro 2016 Detaljer... | Hasanboy Dusmatov (UZB)         | Yuberjén Martínez (COL)         | Nico Hernández (USA)                                       |

#### Bantamvikt
- 1904: 105–115 skålpund (47,6–52,2 kg)
- 1908: Högst 116 skålpund (52,6 kg)
- 1920–1928: 112–118 skålpund (50,8–53,5 kg)
- 1932–1936: 112–119 skålpund (50,8–54,0 kg)
- 1948–2008: 51–54 kg
- 2012–2016: 52–56 kg

| Spel                            | Guld                                   | Silver                                 | Brons                                                           |
| St Louis 1904 Detaljer...       | Oliver Kirk · USA                      | George Finnegan · USA                  | Ingen                                                           |
| London 1908 Detaljer...         | A. Henry Thomas · Storbritannien       | John Condon · Storbritannien           | William Webb · Storbritannien                                   |
| 1912 Stockholm                  | ingick inte i det olympiska programmet | ingick inte i det olympiska programmet | ingick inte i det olympiska programmet                          |
| Antwerpen 1920 Detaljer...      | Clarence Walker · Sydafrika            | Clifford Graham · Kanada               | George McKenzie · Storbritannien                                |
| Paris 1924 Detaljer...          | William H. Smith · Sydafrika           | Salvatore Tripoli · USA                | Jean Ces · Frankrike                                            |
| Amsterdam 1928 Detaljer...      | Vittorio Tamagnini · Italien           | John Daley · USA                       | Harry Isaacs · Sydafrika                                        |
| Los Angeles 1932 Detaljer...    | Horace Gwynne · Kanada                 | Hans Ziglarski · Tyskland              | José Villanueva · Filippinerna                                  |
| Berlin 1936 Detaljer...         | Ulderico Sergo · Italien               | Jack Wilson · USA                      | Fidel Ortiz · Mexiko                                            |
| London 1948 Detaljer...         | Tibor Csík · Ungern                    | Gianbattista Zuddas · Italien          | Juan Evangelista Venegas · Puerto Rico                          |
| Helsingfors 1952 Detaljer...    | Pentti Hämäläinen · Finland            | John McNally · Irland                  | Gennady Garbuzov · Sovjetunionen                                |
| Helsingfors 1952 Detaljer...    | Pentti Hämäläinen · Finland            | John McNally · Irland                  | Kang Joon-Ho · Sydkorea                                         |
| Melbourne 1956 Detaljer...      | Wolfgang Behrendt · Tyskland           | Song Soon-Chun · Sydkorea              | Claudio Barrientos · Chile                                      |
| Melbourne 1956 Detaljer...      | Wolfgang Behrendt · Tyskland           | Song Soon-Chun · Sydkorea              | Frederick Gilroy · Irland                                       |
| Rom 1960 Detaljer...            | Oleg Grigoryev · Sovjetunionen         | Primo Zamparini · Italien              | Brunon Bendig · Polen                                           |
| Rom 1960 Detaljer...            | Oleg Grigoryev · Sovjetunionen         | Primo Zamparini · Italien              | Oliver Taylor · Australien                                      |
| Tokyo 1964 Detaljer...          | Takao Sakurai · Japan                  | Chung Shin-Cho · Sydkorea              | Juan Fabila Mendoza · Mexiko                                    |
| Tokyo 1964 Detaljer...          | Takao Sakurai · Japan                  | Chung Shin-Cho · Sydkorea              | Washington Rodríguez · Uruguay                                  |
| Mexico City 1968 Detaljer...    | Valerian Sokolov · Sovjetunionen       | Eridari Mukwanga · Uganda              | Chang Kyou-Chul · Sydkorea                                      |
| Mexico City 1968 Detaljer...    | Valerian Sokolov · Sovjetunionen       | Eridari Mukwanga · Uganda              | Eiji Morioka · Japan                                            |
| München 1972 Detaljer...        | Orlando Martínez · Kuba                | Alfonso Zamora · Mexiko                | Ricardo Carreras · USA                                          |
| München 1972 Detaljer...        | Orlando Martínez · Kuba                | Alfonso Zamora · Mexiko                | George Turpin · Storbritannien                                  |
| Montréal 1976 Detaljer...       | Yong Jo Gu · Nordkorea                 | Charles Mooney · USA                   | Patrick Cowdell · Storbritannien Viktor Rybakov · Sovjetunionen |
| Moskva 1980 Detaljer...         | Juan Bautista Hernández Pérez · Kuba   | Bernardo José Pinango · Venezuela      | Michael Anthony · Guyana                                        |
| Moskva 1980 Detaljer...         | Juan Bautista Hernández Pérez · Kuba   | Bernardo José Pinango · Venezuela      | Dumitru Cipere · Rumänien                                       |
| Los Angeles 1984 Detaljer...    | Maurizio Stecca · Italien              | Héctor López · Mexiko                  | Pedro Nolasco · Dominikanska republiken                         |
| Los Angeles 1984 Detaljer...    | Maurizio Stecca · Italien              | Héctor López · Mexiko                  | Dale Walters · Kanada                                           |
| Seoul 1988 Detaljer...          | Kennedy McKinney · USA                 | Aleksandar Hristov · Bulgarien         | Phajol Moolsan · Thailand                                       |
| Seoul 1988 Detaljer...          | Kennedy McKinney · USA                 | Aleksandar Hristov · Bulgarien         | Jorge Julio Rocha · Colombia                                    |
| Barcelona 1992 Detaljer...      | Joel Casamayor · Kuba                  | Wayne McCullough · Irland              | Mohammed Achik · Marocko                                        |
| Barcelona 1992 Detaljer...      | Joel Casamayor · Kuba                  | Wayne McCullough · Irland              | Li Gwang-Sik · Nordkorea                                        |
| Atlanta 1996 Detaljer...        | István Kovács · Ungern                 | Arnaldo Mesa · Kuba                    | Vichai Khadpo · Thailand                                        |
| Atlanta 1996 Detaljer...        | István Kovács · Ungern                 | Arnaldo Mesa · Kuba                    | Raimkul Malachbekov · Ryssland                                  |
| Sydney 2000 Detaljer...         | Guillermo Rigondeaux · Kuba            | Raimkul Malachbekov · Ryssland         | Serhij Daniltjenko · Ukraina                                    |
| Sydney 2000 Detaljer...         | Guillermo Rigondeaux · Kuba            | Raimkul Malachbekov · Ryssland         | Clarence Vinson · USA                                           |
| Aten 2004 Detaljer...           | Guillermo Rigondeaux · Kuba            | Worapoj Petchkoom · Thailand           | Aghasi Mammadov · Azerbajdzjan                                  |
| Aten 2004 Detaljer...           | Guillermo Rigondeaux · Kuba            | Worapoj Petchkoom · Thailand           | Bahodirjon Sooltonov · Uzbekistan                               |
| Peking 2008 Detaljer...         | Enchbatyn Badar-Uugan · Mongoliet      | Yankiel León · Kuba                    | Bruno Julie · Mauritius                                         |
| Peking 2008 Detaljer...         | Enchbatyn Badar-Uugan · Mongoliet      | Yankiel León · Kuba                    | Veaceslav Gojan · Moldavien                                     |
| London 2012 Detaljer...         | Luke Campbell (GBR)                    | John Joe Nevin (IRL)                   | Lázaro Álvarez (CUB)                                            |
| London 2012 Detaljer...         | Luke Campbell (GBR)                    | John Joe Nevin (IRL)                   | Satoshi Shimizu (JPN)                                           |
| Rio de Janeiro 2016 Detaljer... | Robeisy Ramírez (CUB)                  | Shakur Stevenson (USA)                 | Vladimir Nikitin (RUS)                                          |
| Rio de Janeiro 2016 Detaljer... | Robeisy Ramírez (CUB)                  | Shakur Stevenson (USA)                 | Murodjon Ahmadaliyev (AZE)                                      |

#### Lätt weltervikt
- 1952–2000: 60–63,5 kg
- 2004–2016: 60–64 kg

| Spel                            | Guld                                        | Silver                           | Brons                                                 |
| Helsingfors 1952 Detaljer...    | Charles Adkins · USA                        | Viktor Mednov · Sovjetunionen    | Erkki Mallenius · Finland                             |
| Helsingfors 1952 Detaljer...    | Charles Adkins · USA                        | Viktor Mednov · Sovjetunionen    | Bruno Visintin · Italien                              |
| Melbourne 1956 Detaljer...      | Vladimir Yengibaryan · Sovjetunionen        | Franco Nenci · Italien           | Constantin Dumitrescu · Rumänien                      |
| Melbourne 1956 Detaljer...      | Vladimir Yengibaryan · Sovjetunionen        | Franco Nenci · Italien           | Henry Loubscher · Sydafrika                           |
| Rom 1960 Detaljer...            | Bohumil Němeček · Tjeckoslovakien           | Clement Quartey · Ghana          | Quincey Daniels · USA                                 |
| Rom 1960 Detaljer...            | Bohumil Němeček · Tjeckoslovakien           | Clement Quartey · Ghana          | Marian Kasprzyk · Polen                               |
| Tokyo 1964 Detaljer...          | Jerzy Kulej · Polen                         | Yevgeni Frolov · Sovjetunionen   | Habib Galhia · Tunisien                               |
| Tokyo 1964 Detaljer...          | Jerzy Kulej · Polen                         | Yevgeni Frolov · Sovjetunionen   | Eddie Blay · Ghana                                    |
| Mexico City 1968 Detaljer...    | Jerzy Kulej · Polen                         | Enrique Requeiferos · Kuba       | Arto Nilsson · Finland                                |
| Mexico City 1968 Detaljer...    | Jerzy Kulej · Polen                         | Enrique Requeiferos · Kuba       | James Wallington · USA                                |
| München 1972 Detaljer...        | Ray Seales · USA                            | Angel Angelov · Bulgarien        | Issaka Daborg · Niger                                 |
| München 1972 Detaljer...        | Ray Seales · USA                            | Angel Angelov · Bulgarien        | Zvonimir Vujin · Jugoslavien                          |
| Montréal 1976 Detaljer...       | Sugar Ray Leonard · USA                     | Andrés Aldama · Kuba             | Vladimir Kolev · Bulgarien Kachimierz Szcerba · Polen |
| Moskva 1980 Detaljer...         | Patrizio Oliva Italien                      | Serik Konakbajev · Sovjetunionen | José Aguilar · Kuba                                   |
| Moskva 1980 Detaljer...         | Patrizio Oliva Italien                      | Serik Konakbajev · Sovjetunionen | Tony Willis Storbritannien                            |
| Los Angeles 1984 Detaljer...    | Jerry Page · USA                            | Dhawee Umponmaha · Thailand      | Mircea Fulger · Rumänien                              |
| Los Angeles 1984 Detaljer...    | Jerry Page · USA                            | Dhawee Umponmaha · Thailand      | Mirko Puzović · Jugoslavien                           |
| Seoul 1988 Detaljer...          | Vjatjeslav Janovskij · Sovjetunionen        | Grahame Cheney · Australien      | Reiner Gies · Västtyskland                            |
| Seoul 1988 Detaljer...          | Vjatjeslav Janovskij · Sovjetunionen        | Grahame Cheney · Australien      | Lars Myrberg · Sverige                                |
| Barcelona 1992 Detaljer...      | Héctor Vinent · Kuba                        | Mark Leduc · Kanada              | Leonard Doroftei · Rumänien                           |
| Barcelona 1992 Detaljer...      | Héctor Vinent · Kuba                        | Mark Leduc · Kanada              | Jyri Kjäll · Finland                                  |
| Atlanta 1996 Detaljer...        | Héctor Vinent · Kuba                        | Oktay Urkal · Tyskland           | Fathi Missaoui · Tunisien                             |
| Atlanta 1996 Detaljer...        | Héctor Vinent · Kuba                        | Oktay Urkal · Tyskland           | Bolat Niyazymbetov · Kazakstan                        |
| Sydney 2000 Detaljer...         | Muhammadqodir Abdullayev · Uzbekistan       | Ricardo Williams · USA           | Mohamed Allalou · Algeriet                            |
| Sydney 2000 Detaljer...         | Muhammadqodir Abdullayev · Uzbekistan       | Ricardo Williams · USA           | Diógenes Luña · Kuba                                  |
| Aten 2004 Detaljer...           | Manus Boonjumnong · Thailand                | Yudel Johnson · Kuba             | Boris Georgiev · Bulgarien                            |
| Aten 2004 Detaljer...           | Manus Boonjumnong · Thailand                | Yudel Johnson · Kuba             | Ionuţ Gheorghe · Rumänien                             |
| Peking 2008 Detaljer...         | Manuel Félix Díaz · Dominikanska republiken | Manus Boonjumnong · Thailand     | Roniel Iglesias · Kuba                                |
| Peking 2008 Detaljer...         | Manuel Félix Díaz · Dominikanska republiken | Manus Boonjumnong · Thailand     | Alexis Vastine · Frankrike                            |
| London 2012 Detaljer...         | Roniel Iglesias (CUB)                       | Denys Berintjyk (UKR)            | Vincenzo Mangiacapre (ITA)                            |
| London 2012 Detaljer...         | Roniel Iglesias (CUB)                       | Denys Berintjyk (UKR)            | Urantjimegiin Mönch-Erdene (MGL)                      |
| Rio de Janeiro 2016 Detaljer... | Fazliddin Gaibnazarov (UZB)                 | Lorenzo Sotomayor (AZE)          | Vitalij Dunajtsev (RUS)                               |
| Rio de Janeiro 2016 Detaljer... | Fazliddin Gaibnazarov (UZB)                 | Lorenzo Sotomayor (AZE)          | Artem Harutyunyan (GER)                               |

#### Lätt mellanvikt
- 1952–2000: 67–71 kg

| Spel                         | Guld                           | Silver                            | Brons                                                  |
| Helsingfors 1952 Detaljer... | László Papp · Ungern           | Theunis van Schalkwyk · Sydafrika | Eladio Herrera · Argentina                             |
| Helsingfors 1952 Detaljer... | László Papp · Ungern           | Theunis van Schalkwyk · Sydafrika | Boris Tishin · Sovjetunionen                           |
| Melbourne 1956 Detaljer...   | László Papp · Ungern           | José Torres · USA                 | John McCormack · Storbritannien                        |
| Melbourne 1956 Detaljer...   | László Papp · Ungern           | José Torres · USA                 | Zbigniew Pietrzykowski · Polen                         |
| Rom 1960 Detaljer...         | Wilbert McClure · USA          | Carmelo Bossi · Italien           | William Fisher · Storbritannien                        |
| Rom 1960 Detaljer...         | Wilbert McClure · USA          | Carmelo Bossi · Italien           | Boris Lagutin · Sovjetunionen                          |
| Tokyo 1964 Detaljer...       | Boris Lagutin · Sovjetunionen  | Joseph Gonzales · Frankrike       | Nojim Maiyegun · Nigeria                               |
| Tokyo 1964 Detaljer...       | Boris Lagutin · Sovjetunionen  | Joseph Gonzales · Frankrike       | Józef Grzesiak · Polen                                 |
| Mexico City 1968 Detaljer... | Boris Lagutin · Sovjetunionen  | Rolando Garbey · Kuba             | John Baldwin · USA                                     |
| Mexico City 1968 Detaljer... | Boris Lagutin · Sovjetunionen  | Rolando Garbey · Kuba             | Günther Meier · Västtyskland                           |
| München 1972 Detaljer...     | Dieter Kottysch · Västtyskland | Wiesław Rudkowski · Polen         | Alan Minter · Storbritannien                           |
| München 1972 Detaljer...     | Dieter Kottysch · Västtyskland | Wiesław Rudkowski · Polen         | Peter Tiepold · Östtyskland                            |
| Montréal 1976 Detaljer...    | Jerzy Rybicki · Polen          | Tadja Kacar · Jugoslavien         | Viktor Savtjenko · Sovjetunionen Rolando Garbey · Kuba |
| Moskva 1980 Detaljer...      | Armando Martínez · Kuba        | Aleksandr Koshkyn · Sovjetunionen | Ján Franek · Tjeckoslovakien                           |
| Moskva 1980 Detaljer...      | Armando Martínez · Kuba        | Aleksandr Koshkyn · Sovjetunionen | Detlef Kästner · Östtyskland                           |
| Los Angeles 1984 Detaljer... | Frank Tate · USA               | Shawn O'Sullivan · Kanada         | Christophe Tiozzo · Frankrike                          |
| Los Angeles 1984 Detaljer... | Frank Tate · USA               | Shawn O'Sullivan · Kanada         | Manfred Zielonka · Västtyskland                        |
| Seoul 1988 Detaljer...       | Park Si-Hun · Sydkorea         | Roy Jones Jr. · USA               | Ray Downey · Kanada                                    |
| Seoul 1988 Detaljer...       | Park Si-Hun · Sydkorea         | Roy Jones Jr. · USA               | Richie Woodhall · Storbritannien                       |
| Barcelona 1992 Detaljer...   | Juan Carlos Lemus · Kuba       | Orhan Delibaş · Nederländerna     | György Mizsei · Ungern                                 |
| Barcelona 1992 Detaljer...   | Juan Carlos Lemus · Kuba       | Orhan Delibaş · Nederländerna     | Robin Reid · Storbritannien                            |
| Atlanta 1996 Detaljer...     | David Reid · USA               | Alfredo Duvergel · Kuba           | Jermachan Ibraimov · Kazakstan                         |
| Atlanta 1996 Detaljer...     | David Reid · USA               | Alfredo Duvergel · Kuba           | Karim Tulaganov · Uzbekistan                           |
| Sydney 2000 Detaljer...      | Jermachan Ibraimov · Kazakstan | Marian Simion · Rumänien          | Jermain Taylor · USA                                   |
| Sydney 2000 Detaljer...      | Jermachan Ibraimov · Kazakstan | Marian Simion · Rumänien          | Pornchai Thongburan · Thailand                         |

#### Lätt tungvikt
- 1920–1936: 160–175 skålpund (72,6-79,4 kg)
- 1948: 73–80 kg
- 1952–2020: 75–81 kg

| Spel                            | Guld                            | Silver                                | Brons                                             |
| Antwerpen 1920 Detaljer...      | Eddie Eagan · USA               | Sverre Sørsdal · Norge                | Harold Franks · Storbritannien                    |
| Paris 1924 Detaljer...          | Harry Mitchell · Storbritannien | Thyge Petersen · Danmark              | Sverre Sørsdal · Norge                            |
| Amsterdam 1928 Detaljer...      | Víctor Avendaño · Argentina     | Ernst Pistulla · Tyskland             | Karel Miljon · Nederländerna                      |
| Los Angeles 1932 Detaljer...    | David Carstens · Sydafrika      | Gino Rossi · Italien                  | Peter Jørgensen · Danmark                         |
| Berlin 1936 Detaljer...         | Roger Michelot · Frankrike      | Richard Vogt · Tyskland               | Francisco Risiglione · Argentina                  |
| London 1948 Detaljer...         | George Hunter · Sydafrika       | Donald Scott · Storbritannien         | Mauro Cía · Argentina                             |
| Helsingfors 1952 Detaljer...    | Norvel Lee · USA                | Antonio Pacenza · Argentina           | Anatolij Perov · Sovjetunionen                    |
| Helsingfors 1952 Detaljer...    | Norvel Lee · USA                | Antonio Pacenza · Argentina           | Harry Siljander · Finland                         |
| Melbourne 1956 Detaljer...      | James Boyd · USA                | Gheorghe Negrea · Rumänien            | Carlos Lucas · Chile                              |
| Melbourne 1956 Detaljer...      | James Boyd · USA                | Gheorghe Negrea · Rumänien            | Romualdas Murauskas · Sovjetunionen               |
| Rom 1960 Detaljer...            | Cassius Clay · USA              | Zbigniew Pietrzykowski · Polen        | Anthony Madigan · Australien                      |
| Rom 1960 Detaljer...            | Cassius Clay · USA              | Zbigniew Pietrzykowski · Polen        | Giulio Saraudi · Italien                          |
| Tokyo 1964 Detaljer...          | Cosimo Pinto · Italien          | Aleksej Kiseljov · Sovjetunionen      | Alexander Nikolov · Bulgarien                     |
| Tokyo 1964 Detaljer...          | Cosimo Pinto · Italien          | Aleksej Kiseljov · Sovjetunionen      | Zbigniew Pietrzykowski · Polen                    |
| Mexico City 1968 Detaljer...    | Danas Pozniakas · Sovjetunionen | Ion Monea · Rumänien                  | Stanisław Dragan · Polen                          |
| Mexico City 1968 Detaljer...    | Danas Pozniakas · Sovjetunionen | Ion Monea · Rumänien                  | Georgi Stankov · Bulgarien                        |
| München 1972 Detaljer...        | Mate Parlov · Jugoslavien       | Gilberto Carrillo · Kuba              | Janusz Gortat · Polen                             |
| München 1972 Detaljer...        | Mate Parlov · Jugoslavien       | Gilberto Carrillo · Kuba              | Isaac Ikhouria · Nigeria                          |
| Montréal 1976 Detaljer...       | Leon Spinks · USA               | Sixto Soria · Kuba                    | Costica Danifoiu · Rumänien Janusz Gortat · Polen |
| Moskva 1980 Detaljer...         | Slobodan Kačar · Jugoslavien    | Paweł Skrzecz · Polen                 | Herbert Bauch · Östtyskland                       |
| Moskva 1980 Detaljer...         | Slobodan Kačar · Jugoslavien    | Paweł Skrzecz · Polen                 | Ricardo Rojas · Kuba                              |
| Los Angeles 1984 Detaljer...    | Anton Josipović · Jugoslavien   | Kevin Barry · Nya Zeeland             | Evander Holyfield · USA                           |
| Los Angeles 1984 Detaljer...    | Anton Josipović · Jugoslavien   | Kevin Barry · Nya Zeeland             | Mustapha Moussa · Algeriet                        |
| Seoul 1988 Detaljer...          | Andrew Maynard · USA            | Nurmagomed Sjanavazov · Sovjetunionen | Henryk Petrich · Polen                            |
| Seoul 1988 Detaljer...          | Andrew Maynard · USA            | Nurmagomed Sjanavazov · Sovjetunionen | Damir Škaro · Jugoslavien                         |
| Barcelona 1992 Detaljer...      | Torsten May · Tyskland          | Rostyslav Zaulytjnyi · OSS            | Wojciech Bartnik · Polen                          |
| Barcelona 1992 Detaljer...      | Torsten May · Tyskland          | Rostyslav Zaulytjnyi · OSS            | Zoltán Béres · Ungern                             |
| Atlanta 1996 Detaljer...        | Vasilii Jirov · Kazakstan       | Lee Seung-Bae · Sydkorea              | Antonio Tarver · USA                              |
| Atlanta 1996 Detaljer...        | Vasilii Jirov · Kazakstan       | Lee Seung-Bae · Sydkorea              | Thomas Ulrich · Tyskland                          |
| Sydney 2000 Detaljer...         | Aleksandr Lebziak · Ryssland    | Rudolf Kraj · Tjeckien                | Andriy Fedchuk · Ukraina                          |
| Sydney 2000 Detaljer...         | Aleksandr Lebziak · Ryssland    | Rudolf Kraj · Tjeckien                | Sergey Mixaylov · Uzbekistan                      |
| Aten 2004 Detaljer...           | Andre Ward · USA                | Magomed Aripgadjijev · Vitryssland    | Ahmed Ismail · Egypten                            |
| Aten 2004 Detaljer...           | Andre Ward · USA                | Magomed Aripgadjijev · Vitryssland    | Oʻtkirbek Haydarov · Uzbekistan                   |
| Peking 2008 Detaljer...         | Zhang Xiaoping · Kina           | Kenneth Egan · Irland                 | Tony Jeffries · Storbritannien                    |
| Peking 2008 Detaljer...         | Zhang Xiaoping · Kina           | Kenneth Egan · Irland                 | Jerkebulan Sjynalijev · Kazakstan                 |
| London 2012 Detaljer...         | Jegor Mechontsev (RUS)          | Adilbek Nijazymbetov (KAZ)            | Yamaguchi Falcão Florentino (BRA)                 |
| London 2012 Detaljer...         | Jegor Mechontsev (RUS)          | Adilbek Nijazymbetov (KAZ)            | Oleksandr Gvozdjk (UKR)                           |
| Rio de Janeiro 2016 Detaljer... | Julio César La Cruz (CUB)       | Adilbek Nijazymbetov (KAZ)            | Mathieu Bauderlique (FRA)                         |
| Rio de Janeiro 2016 Detaljer... | Julio César La Cruz (CUB)       | Adilbek Nijazymbetov (KAZ)            | Joshua Buatsi (GBR)                               |
| Tokyo 2020 Detaljer...          | Arlen López (CUB)               | Benjamin Whittaker (GBR)              | Imam Chatajev (ROC)                               |
| Tokyo 2020 Detaljer...          | Arlen López (CUB)               | Benjamin Whittaker (GBR)              | Loren Alfonso (AZE)                               |